# Samir Rifai
Samir Zaid al-Rifai (em árabe:سمير زيد الرفاعي‎) (1 de julho de 1966) é um político jordaniano.
Foi o primeiro ministro da Jordânia. É filho do presidente Zaid al-Rifai e neto de Samir al-Rifai.Estudou na Universidade de Harvard, graduando-se em 1988 em Estudos do Oriente Médio.Posteriormente exerceu vários cargos dentro do governo da Jordânia antes de ser nomeado primeiro ministro em 9 de dezembro de 2009.